# Lelkes György
Lelkes György (Budapest, 1948. április 11. –) villamosmérnök, helynévkutató.

## Életútja
1970-ben erősáramú villamos üzemmérnökként diplomázott a Kandó Kálmán Műszaki Főiskolán.
Pályája elején a Ganz Villamossági Művekben dolgozott. 1974 és 1991 között az Út-, Vasúttervező Vállalat tervezőmérnöke volt, majd 1999-ig energetikusként dolgozott. 2000 és 2011 között a Központi Statisztikai Hivatal Könyvtár munkatársa volt.
1993 és 2011 között a Földrajzinév-bizottság szakértőjeként is működött.

## Társasági tagságai, elismerései
A Magyar Térképbarátok Társulata, a Castrum Bene Egyesület, az Elpusztult és Pusztuló Magyar Falvakért Egyesület tagja.
2000-ben a Pro Renovanda Cultura Hungariae Alapítvány Deák Ferenc társadalomtudományi díjában részesült.

## Munkássága
1985 óta gyűjti a történeti Magyarország újkori helységneveit és a helységek fontosabb statisztikai adatait. A Magyarország történeti helységnévtára című sorozat Csongrád, Bács, Somogy, Baranya és Vas vármegyei köteteinek szerkesztője. Helységnév-azonosító szótárának harmadik kiadásában több mint nyolcvanezer helységnevet gyűjtött össze. Magyar helységnév-azonosító adatbázisa 2004 óta kutatható.

## Főbb művei
- Magyar helységnév-azonosító szótár (Budapest, 1992; Baja, 1998; Budapest, 2011)
- Magyarország 1903–1912 között törzskönyvezett lakotthelyei a XX. század végén (Budapest, 2001)
- Magyarország történeti helységnévtára (1773–1808). Csongrád megye (Budapest, 2002)
- Magyarország történeti helységnévtára (1773–1808). Bács megye (Budapest, 2005)
- Magyarország történeti helységnévtára (1773–1808). Somogy megye (Budapest, 2008)
- Magyarország történeti helységnévtára (1773–1808). Baranya megye (Budapest, 2011)
- A KSH Könyvtár 1945 előtti magyar és magyar vonatkozású térképei (összeáll.; Kovács Zsuzsával és Rettich Bélával; Budapest, 2013)
- Magyarország történeti helységnévtára (1773–1808). Vas megye (Budapest, 2015)